# Mieroszów
Mieroszów [mʲɛˈroʃuf], tyska: Friedland in Niederschlesien, är en stad i sydvästra Polen nära den tjeckiska gränsen, tillhörande distriktet Powiat wałbrzyski i Nedre Schlesiens vojvodskap. Staden ligger i floden Ścinawkas dalgång i Wałbrzychbergen i Sudeterna. Tätorten hade 4 252 invånare i juni 2014 och utgör centralort i en stads- och landskommun med totalt 7 077 invånare samma år. Den polsk-tjeckiska gränsövergången mellan orterna  Golińsk och Meziměstí ligger omkring en kilometer söder om staden.

## Näringsliv
Stadens viktigaste näring är skogsindustri och träbearbetning.